# Левицкий, Павел Павлович
Павел Павлович Левицкий (3 октября 1859 — 31 июля 1938, Таллин) — русский вице-адмирал, участник Цусимского сражения.

## Биография

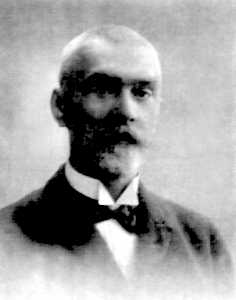

Родился 30 октября 1859 года в Ревеле в семье командира пароходофрегата «Смелый» Павла Павловича Левицкого (1817-1897) и его жены Надежды Ефимовны (1827-1900), урожденной Холостовой, дочери ревельского купца 1-й гильдии.
- 1880 — Окончил Морской корпус с производством в мичманы.
- 1884 — Окончил Минный офицерский класс.
- 23 апреля 1885 — Командир миноноски «Плотва».
- 1896—1898 — Старший минный офицер крейсера «Владимир Мономах».
- 15 июня 1898 — Старший офицер эскадренного броненосца «Сисой Великий».
- 6 декабря 1899 — Капитан 2-го ранга.
- 4 февраля 1904 — Командир крейсера «Жемчуг» в составе 2-й Тихоокеанской эскадры.
- 14 мая 1905 — Участвовал в Цусимском сражении, после боя в составе отряда контр-адмирала Энквиста увел крейсер на Манилу. За отличие был награждён мечами к ордену Св. Анны II степени[1].
- 6 декабря 1906 — Капитан 1-го ранга.
- 17 июня 1907 — Начальник Учебного отряда подводного плавания на Балтийском море.
- с 1911 — в дополнение к предыдущей должности назначен начальником Отряда подводного плавания на Балтийском море[2].
- 25 марта 1912 — Контр-адмирал «за отличие по службе».
- 1914—1915 — Командир бригады подводных лодок на Балтийском море.

Скромный, простой, доброжелательный ко всем и каждому, Павел Павлович всегда внимательно прислушивался к мнениям и пожеланиям командиров подводных лодок, позволял спорить с собой и никогда не злоупотреблял предоставленной ему властью. За эти качества он пользовался всеобщим уважением и заслужил на бригаде прозвище «Папа», чем всегда гордился.

К этому стоит добавить, что он никогда не старался избегать опасности и, хотя это совершенно не требовалось его положением, всегда лично ходил на погружения на большую глубину или на испытания, из которых лодка рисковала не вернуться.— «Часовой», № 222–223, 1938, с. 16
- 23 марта 1915 — Назначен состоять при морском министре.
- 18 января 1916 — Наблюдающий за постройкой подводных лодок на Балтийском море.
- 1917 — После Октябрьской революции выехал в Киев.
- 1918 — пошел на службу в украинской флот и вскоре перешел на сторону Белого движения.
- Сентябрь 1919 — Выехал в Севастополь, где был назначен заведующим резервом офицеров Флота.
- 15 мая 1920 — Комендант Ялтинского порта.
- Ноябрь 1920 — Руководил эвакуацией частей армии генерала Врангеля из Ялты, после чего через Константинополь прибыл в Афины и некоторое время проживал в Греции.
- Июнь 1924 — Вступил в «Корпус офицеров Императорской Армии и Флота» и был направлен в Грецию в качестве представителя Великого Князя Кирилла Владимировича. Являлся организатором и главой Объединения бывших русских моряков в Эстонии. Почетный член кассы взаимопомощи моряков.
- 24 апреля 1930 — Произведён великим князем Кириллом Владимировичем в вице-адмиралы.

Скончался 31 июля 1938 г. в Таллине. Похоронен на Александро-Невском кладбище.